# 388 Charybdis
388 Charybdis este un asteroid din centura principală, descoperit pe 7 martie 1894, de Auguste Charlois.